# Methermicoccus shengliensis
Methermicoccus shengliensis (лат.) — вид архей, единственный представитель рода Methermicoccus и семейства Methermicoccaceae.

## История изучения
Первоначально вид был известен как штамм ZC-1T. Штамм был выделен в месторождении нефти Шенгли в Китае (отсюда и видовой эпитет).
Исследования последовательности генов 16s рРНК и последовательностей аминокислот гена mcrA штамма показали, что он наиболее близок к семейству Methanosaetaceae (совпадение последовательностей 90,6 и 76,6 % соответственно). Однако ZC-1T не смог расти на ацетате как субстрате для метаногенеза, в отличие от представителей Methanosaetaceae, для которых это является главной характеристикой. Поэтому штамм выделили в новые вид, род и семейство, относящиеся к порядку Methanosarcinales.

## Внешний вид
Подвижные кокки, 0,7—1 мкм в диаметре, всегда собраны в грозди по 2—4 клетки. Эксперименты на устойчивость клеток к лизису, а также анализ просвечивающих электронных микрофотографий показали наличие у клеток белковой клеточной стенки.

## Метаболизм
Метилотрофные метаногены, используют метанол, метиламин и триметиламин как среды для метаногенеза.

## Условия обитания
Термофилы. Наилучшими условиями для роста являются pH6,0—6,5, 65 °C, 0,3—0,5 моль/л NaCl и 0,05—0,20 моль/л MgCl2.

## Генетика
GC-состав ДНК составляет 56 мол%.